# 倪敏然
倪敏然（1946年4月30日—2005年5月1日），台灣男演員、主持人，出生於上海，籍貫浙江金華，畢業於空軍幼年學校，有「台灣綜藝祖師爺」之名。1979年，與張魁、張菲、凌峰、夏雲飛合組「溫拿五鼠」（命名仿自溫拿五虎），活躍秀場。在1980年代的台灣秀場界，張菲、豬哥亮、邢峰、高凌風與倪敏然有「南豬、北張、中邢峰，高凌風草上飛，倪敏然總管」之合稱。倪敏然擅長模仿搞笑，所飾角色代表作為「七先生」和「倪附總統」。 
2005年5月1日，倪敏然於宜蘭縣頭城鎮山區被發現死亡多日，疑因憂鬱症上吊自縊，享年59歲。

## 演藝生涯

### 1966年—1974年
倪敏然在20歲以前，已灌錄過48張相聲及綜藝類唱片。1968年，倪敏然成為臺灣電視公司基本演員，進入台灣演藝圈；他在台視連續劇《新兵日記》中扮演「福州理髮師」（2007年，台視節目《台灣的故事》曾節錄該片段）而小有名氣，又與張小燕主持台視兒童節目《兒童世界》，兩人分別在節目中自稱「倪大哥」、「小燕姐姐」。
1970年，倪敏然與方正、張魁一起在台北市西門町七重天豪華大歌廳登台演出，三人約定要同進退。三人向七重天歌廳經理要求，三人要一起作秀，每人每日主持費新台幣1000元；七重天歌廳老闆將主持費降為新台幣700元，三人只作秀一天就收到七重天歌廳老闆開的遣散費新台幣2000元支票。同年，在台視連續劇《清宮殘夢》中，飾演小德張而走紅。後來，倪敏然曾經在冉肖玲主持的台視綜藝節目《冉肖玲時間》的一齣短劇中，與同集來賓鄧麗君合演一對夫妻；為了劇情需要，躺在床上的鄧麗君用曖昧的語氣叫站在床外的倪敏然「睡呀！」在當時民風保守的台灣引起討論。
1973年，倪敏然加入光啟社製作的長達375集的連續劇《傻女婿》，讓他逐漸攀上事業顛峰。

### 1975年—1991年
1975年，倪敏然與中國電視公司簽訂基本合約；1977年9月1日，與台視合約期滿，正式加盟中視。1979年，倪敏然與張魁、張菲、凌峰、夏雲飛合組「溫拿五鼠」（命名仿自溫拿五虎），活躍秀場。在1980年代的台灣秀場界，張菲、豬哥亮、邢峰、高凌風與倪敏然有「南豬北張、中邢峰，高凌風草上飛，倪敏然總管」之合稱，紅極一時。1983年10月，倪敏然做秀表演結束後，遭三名歹徒持刀砍傷。
1984年12月15日至1988年1月9日，倪敏然與張菲、檢場、徐風、羅江共同主持中視綜藝節目《黃金拍檔》，五人合稱「黃金五寶」，在該節目播出期間紅極一時，是當時台灣家喻戶曉的藝人團體。倪在該節目短劇單元〈七先生〉中扮演主角「七先生」，達到演藝事業最高峰。1988年，倪敏然與張菲、曾志偉、胡瓜、廖峻、陳松勇、鄭進一、澎恰恰、邢峰、顧寶明、檢場、卓勝利、康弘主演電影《報告典獄長》。

### 1992年—2001年
1992年7月，倪敏然跨足政界當選中國國民黨第十四屆全國代表大會台北市文山區黨代表。
1997年9月21日，台視綜藝節目《飛上彩虹》唯一的外景單元〈明星上菜〉首次錄影，節目由鳳飛飛主持，首次錄影地點為倪敏然的日本料理餐廳。在節目錄影中，倪敏然透露當年自己追求鳳飛飛失敗的往事。當年倪屢次送花給鳳飛飛，雖然他在卡片上都有署名，但鳳飛飛視而不見，倪敏然表示：「有一次我約她出來，她都答應了，結果我等了三小時沒等到人，後來才知道是鳳媽媽的原因」，從此他就「知難而退」，不久後鳳飛飛就與商人趙宏琦結婚了。倪敏然坦言，以前他覺得「沒追到很丟臉」，所以不敢說這件事；如今他覺得這些都是陳年往事了，說出來也無妨，而且自己現在也有美滿的婚姻。鳳飛飛聽了，很不好意思地笑說：「哪有！你講得好像在主持節目一樣。」。
2000年，倪敏然在表演工作坊的相聲劇《千禧夜，我們說相聲》中飾演「貝勒爺」而在海峽兩岸成名。2001年起，倪敏然在MUCH TV綜藝節目《搞笑VERY MUCH》中扮演「倪附總統」（模仿當時中華民國副總統呂秀蓮）而為人所知，入圍金鐘獎最佳綜藝節目主持人獎，也創下演藝事業的另一個高峰。倪敏然的事業發展後期以相聲和舞台劇演出為主。

### 2002年—2005年
2002年2月11日，倪敏然與另三位演員一起在央視春晚演出《千禧夜，我們說相聲》之片段《誰怕貝勒爺》。2004年，倪敏然在「101相聲劇團」舞台劇《大宅，門都沒有》中飾演「馬麒麟」，並傳出與有“上海姑娘”之稱的女團員夏禕的緋聞。
2005年3月31日晚，倪敏然服食安眠藥後駕車外出，於臺北縣十分寮公路撞上山壁，但無大礙。
- 4月16日中午，倪敏然曾出現在臺灣鐵路管理局頭城車站，被站內監視攝影機拍下最後身影。

- 4月21日，倪敏然失蹤。5月1日17時10分，宜蘭縣政府警察局礁溪分局頭城分駐所證實：倪敏然於宜蘭縣頭城鎮山區的一棵蓮霧樹上被發現死亡多日，死因疑為憂鬱症上吊自殺。

- 5月2日，好友張菲和余天等藝人成立倪敏然治喪委員會，由余天擔任召集人，協助其妻李麗華辦理倪敏然後事。

- 5月12日，治喪委員會於臺北市立社會教育館總館舉行倪敏然追思會「光彩謝幕 願倪好走」，追思並紀念其對台灣演藝界的貢獻。其後，倪敏然被安葬在臺北縣萬里鄉磺潭村「福田妙國生命紀念館」。

## 個人生活
倪敏然父親為榮民，其妹倪蓓蓓為台灣資深廣播人及好事聯播網創辦人。
1975年12月，倪敏然與歌手凌菲結婚，育有一子（倪嘉亨）。1978年11月，兩人離婚。至1987年11月，倪與歌手李麗華結婚，育有一子（倪嘉昇）、一女（倪汀諾）。
除了演藝事業以外，倪敏然投資過個人副業。1972年，倪敏然有鑒於UCC上島咖啡的罐裝咖啡頗受歡迎，投資新台幣2700萬元設立台灣第一個罐裝咖啡品牌「嗨咖啡」。嗨咖啡的咖啡牛奶上市時，由於倪敏然不知道牛奶放久了會自然發酵，整個裝滿了咖啡牛奶的易開罐靜置一段時間之後就會因內容物自然發酵而爆開，導致退貨不斷，公司結束營業，倪敏然賠了新台幣1400多萬元。倪敏然亦曾在台北市仁愛路開設日本料理餐廳「東條一丁目」，內部佈景極為近似日本街頭，1997年9月21日成為台視《飛上彩虹》之外景單元〈明星上菜〉首次錄影地點，1998年因成本過高而結束營業。

## 評價
- 張菲得知倪敏然自殺身亡之後，說：「失去他，讓我痛徹心扉。」；「到我們這個年紀，已經沒有幾個朋友了。他是個偉大的人，我失去了心目中的一位英雄。」張菲又表示：「倪敏然是個藝術家，而不是喜劇演員；倪敏然對藝術的狂熱、對完美的要求，無人能及；倪敏然的思想結構、規格和大家不太一樣，很好強。」

- 檢場評倪敏然自殺事，說：「他的個性不是會自殺的人，只有憂鬱症才會讓他走向毀滅之路，倪敏然本人是不會自殺的。那個自殺的人，已經不是倪敏然了。」

- 趙自強推測：倪敏然之所以會想不開，可能是因為「在乎的人不在乎他了」。

- 天、李亞萍說：「倪敏然一生都在舞台上。他最後這場戲太震撼，但結局太差勁。」；「他整個人生都活在舞台上，任何一個表演細節都很精采。他不只是良師，也是好友，是我們一輩子的軍師。」；「倪敏然很有使命感，他一直有兩個願望：第一個是希望台灣演藝圈團結，所以才催生了台灣演藝協會；第二個是戲劇本土化，戲劇生態不要再被日劇和韓劇侵吞。」。

- 倪敏然的徒弟洪誠陽說：「倪哥是有責任感的人，自始至終關心愛他的每一個人。」

- 2005年5月1日晚上，時任副總統呂秀蓮辦公室發布新聞稿，表示：倪敏然長年投注心力於國內演藝界，不僅在戲劇、主持各方面都有傑出表現，帶給觀眾不少喜樂；後期更以維妙維肖模仿她的神韻，受到歡迎；對於倪敏然的才華及付出，她深表肯定與感謝。又表示：倪敏然對於台灣社會的關懷，不斷展現在他的演出中；對此，她表達深摯謝忱。倪敏然雖不幸離開人間，但他幽默的言談及親切的身影，將會永遠留在大家心間。

- 2006年11月10日，方正召開記者會，宣布將返回台灣，在台北市佳音教會擔任牧師。他在記者會上說：在宗教的路上，孫越是他的灑種者，倪敏然則是他的信仰推手。他說：「倪敏然曾負債千萬，那時還過得比別人快樂，我問他怎麼熬過來的？他給我看基督教書籍《荒漠甘泉》，我也因此正式進入基督教。」他又笑說，信仰基督教後，便開始修身養性，十年前就戒菸、戒酒，還將滿口髒話都戒了。

## 作品

### 電視節目
| 年份   | 頻道                   | 節目                     | 備註                                                                       |
| ------ | ---------------------- | ------------------------ | -------------------------------------------------------------------------- |
|        | 台灣電視公司           | 《兒童世界》             |                                                                            |
|        | 台灣電視公司           | 《歡樂大滿檔》           | 與黃西田合作主持                                                           |
|        | 台灣電視公司           | 《我愛紅娘》             |                                                                            |
|        | 中國電視公司           | 《萬紫千紅》             |                                                                            |
|        | 中國電視公司           | 《你愛周末》             | 固定班底                                                                   |
|        | 中國電視公司           | 《一道彩虹》             | 固定班底                                                                   |
|        | 中國電視公司           | 《東南西北》             |                                                                            |
|        | 中國電視公司           | 《黃金拍檔》             |                                                                            |
| 1988年 | 中國電視公司           | 《七先生漂亮一下過新年》 | 春節特別節目，共5集                                                        |
| 1986年 | 中國電視公司           | 《天天星期天》           | 與徐風、羅江、余天、羅璧玲、向娃合作主持，共83集。                         |
| 1986年 | 中國電視公司           | 《好歌大家唱》           | 黃金五寶主持，全一集                                                       |
|        | 中國電視公司           | 《歡樂大酒店》           |                                                                            |
| 1989年 | 中國電視公司           | 《歡樂大飯店》           | 首集與崔苔菁主持，第2集起崔苔菁退出主持。                                  |
| 1990年 | 中國電視公司           | 《今宵一路發》           | 鄭進一、賀一航主持。1990年10月13日，倪敏然與素珠、包偉銘、徐樂眉加入主持。 |
| 1991年 | 中國電視公司           | 《今夜來抓狂》           | 與邢峰、董至成合作主持。                                                   |
|        | 公共電視文化事業基金會 | 《公視三年 情有獨鐘》    | 第36屆金鐘獎特別節目                                                       |

### 廣播節目
| 頻道       | 節目           |
| ---------- | -------------- |
| 港都電台   | 《港都樣樣有》 |
| 港都電台   | 《五十層之聲》 |
| 好事聯播網 | 《倪哥報報》   |

### 錄影秀
| 發行     | 名稱             |
| -------- | ---------------- |
| 星百實業 | 《七先生大集合》 |

### 電影
| 年份   | 片名                    | 角色         |
| ------ | ----------------------- | ------------ |
| 1983年 | 《七先生與啞吧花》      | 七先生       |
| 1985年 | 《傻福星》              |              |
| 1987年 | 《先生騙鬼》            | 法師         |
| 1987年 | 《大頭兵》              | 七先生       |
| 1987年 | 《大頭兵2：大頭兵出擊》 | 七先生       |
| 1987年 | 《大頭兵3：阿兵哥》     | 七先生       |
| 1987年 | 《孫小毛魔界歷險》      |              |
| 1987年 | 《孫小毛過新年》        | 扮演月下老人 |
| 1988年 | 《報告典獄長》          | 大哥大大     |
| 1988年 | 《好小子5：萬能運動員》 | 舒大帥       |
| 1988年 | 《天下一大樂》          | 大哥         |
| 1988年 | 《龍發堂》              | 警察         |
| 1989年 | 《小小免當兵》          |              |
| 1989年 | 《阿泰的紫微命盤》      |              |
| 1991年 | 《火燒島》              | 警察局科長   |
| 2002年 | 《扣扳機》              |              |
| 2002年 | 《挖洞人》              |              |

### 電視劇
| 年份   | 頻道         | 劇名               | 角色   |
| ------ | ------------ | ------------------ | ------ |
|        | 台灣電視公司 | 《新兵日記》       |        |
|        | 台灣電視公司 | 《古道斜陽》       |        |
| 1971年 | 台灣電視公司 | 《清宮殘夢》       | 小德張 |
| 1975年 | 台灣電視公司 | 《草地人》         | 楊桃春 |
| 1990年 | 台灣電視公司 | 《今天不看病》     | 黨魁   |
| 1986年 | 中國電視公司 | 《上錯天堂投錯胎》 | 大王   |
| 1990年 | 中國電視公司 | 《新西遊記》       | 老妖婆 |
|        | 中華電視公司 | 《聖稜的星光》     |        |
|        | 公共電視台   | 《匪諜大亨》       |        |
| 2004年 | 八大綜合台   | 《鬥魚》           | 輝叔   |
| 2004年 | 東風衛視     | 《家有菲菲》       | 林泰   |

### 舞台劇
| 年份   | 節目名稱               | 備註                                                                 |
| ------ | ---------------------- | -------------------------------------------------------------------- |
| 2000年 | 《千禧夜，我們說相聲》 | 導演：賴聲川                                                         |
| 2001年 | 《一婦五夫》           | 製作人：丁乃竺，於5月11日在台北市國家戲劇院首演，並另外巡演十五次。  |
| 2004年 | 《大宅，門都沒有》     | 101相聲劇團，6月17日在台北市國家戲劇院首演，隨後從台灣展開亞洲巡演。 |
| 2004年 | 《沒大沒小》           | 和年僅11歲的兒子倪嘉昇出版相聲專輯。                                 |

### 紀念節目
| 頻道         | 節目                   | 備註 |
| ------------ | ---------------------- | --- |
| 中國電視公司 | 《這一夜，再見倪敏然》 | 2005年5月3日製作，輯錄倪敏然歷年來在中視錄製節目所留下的片段。另有DVD版，專供倪敏然家屬永久保存。該節目中有許多珍貴獨家畫面，包含倪敏然當年於《黃金拍檔》的精采演出、倪敏然與倪嘉昇在中視除夕特別節目中聯手說相聲的片段等。 |

### 音樂作品
| 年份             | 名稱                       | 發行/出版                                        | 備註                                                                                             | 曲目 |
| ---------------- | -------------------------- | ------------------------------------------------ | ------------------------------------------------------------------------------------------------ | --- |
| 1976年           | 《大進擊》                 | 台灣：樂林有聲出版社                             | 個人專輯                                                                                         | 曲目 1. 大黃牛與小黃牛 2. 壞鄰居 3. 公共氣車 4. 夜行列車 5. 太空藝術家 6. 二等兵的故事 7. 弟弟在屋頂上 8. 愛情哪來 9. 百貨公司 10. 寸步難行                                                                      |
| 1986年           | 《黃金拍檔熱門迎春大集合》 | 台灣：崇格機構出品，東尼機構發行                 | 黃金拍檔，與張菲、徐風、羅江、檢場合錄，倪敏然唱的是第七首歌〈幸福列車〉與第八首歌〈快樂好時光〉 | 曲目 1. 春呀哪(春到)（張菲演唱） 2. 銀河灣（徐風演唱） 3. 青春草原(青春之歌)（徐風演唱） 4. 金色黃（徐風演唱） 5. 都是朋友（羅江演唱） 6. 聚聚（檢場演唱） 7. 幸福列車（倪敏然演唱） 8. 快樂好時光（倪敏然演唱） |
| 1991年5月8日發行 | 《小朋友萬歲》             | 台灣：真言社傳播有限公司製作，滾石有聲出版社發行 | 與台北兒童合唱團合錄                                                                             | 曲目 1. 小朋友萬歲 2. 數字party 3. 毛毛蟲過馬路 4. 國王工作室 5. 被火紋身的小孩 6. 艾晴在長大 7. 鐵板燒 8. 天使的翅膀 9. 媽媽搬家了 10. 電動王                                                                   |

### 製作
| 年份   | 頻道         | 劇名       | 演員                                                   | 備註   |
| ------ | ------------ | ---------- | ------------------------------------------------------ | ------ |
| 1975年 | 台灣電視公司 | 《金玉緣》 | 楊洋、唐沁、黃宗迅、夏玲玲、游天龍、魯直、張瑠瓊等主演 | 製作人 |

### 書籍
| 年份          | 書名                           | 出版社     | ISBN               |
| ------------- | ------------------------------ | ---------- | ------------------ |
| 2002年6月28日 | 自傳《其實你看到的是我的背影》 | 圓神出版社 | ISBN 957-607-800-8 |

## 獎項
| 年份   | 提名               | 獎項                             | 結果 |
| ------ | ------------------ | -------------------------------- | ---- |
| 2001年 | 《搞笑Very Much》  | 第36屆金鐘獎娛樂綜藝節目主持人獎 | 提名 |
| 2001年 | 《匪諜大亨》       | 第36屆金鐘獎單元劇男主角獎       | 提名 |
| 2004年 | 《鬥魚》           | 第39屆金鐘獎戲劇類男配角獎       | 提名 |
| 2005年 | 《沒大沒小說相聲》 | 第16屆金曲獎最佳戲曲曲藝專輯獎   | 獲獎 |

## 代表角色
- 在中國電視公司《黃金拍檔》節目中，扮演「七先生」。
- 在MUCH TV《搞笑VERY MUCH》節目中，扮演「倪附總統」。

## 外部連結
- 倪敏然在互联网电影资料库（IMDb）上的資料（英文）
- 倪敏然在香港影庫上的簡介
- 倪敏然在豆瓣上的资料（简体中文）
- 倪敏然在时光网上的簡介（简体中文）